# Илька (село)
Илька́ — село в Заиграевском районе Бурятии, административный центр сельского поселения «Илькинское».

## География
Расположено на левом берегу реки Ильки в 25 км к юго-востоку от районного центра, пгт Заиграево, в 84 км от Улан-Удэ. Площадь села — 4800 га. Через село проходит Транссибирская магистраль, с находящейся здесь станцией Илька Восточно-Сибирской железной дороги. В 1 км севернее села проходит региональная автодорога 03К-010 Улан-Удэ — Заиграево — Кижинга — Хоринск (через улус Шэнэ-Буса по правому берегу Ильки).

## История
На протяжении веков по берегам реки Ильки кочевал бурятский род худай из племени хори. Первое упоминание о нём относится к XVII веку.
Активное заселение этих мест началось с прокладкой Транссибирской магистрали в конце XIX века. На стройку в основном шли бедняки, мечтавшие устроить здесь нормальную жизнь. Крестьяне вербовались с лошадьми. Оплата доходила до трёх рублей. Ехали не только из соседних районов, но и со всей России. Через несколько лет образовался полустанок с двумя-тремя десятками домишек. Строили дорогу и одновременно жилища.
До апреля 1937 года в селе работал Илькинский свиносовхоз.
В 1948 году была создана Илькинская спецкомендатура «Бурмонголлес», так как в посёлке были размещены депортированные репрессированные литовцы (формально они были высланы из Литвы в 1948 году сроком на 10 лет, однако в начале 1950-х годов МВД СССР подтвердило, что все литовцы, депортированные как кулаки или члены семей националистов, выселены не на определённый срок, а навечно). Литовцев использовали исключительно в лесопромышленном комплексе. Указ Президиума Верховного Совета СССР от 19 мая 1958 года и приказ МВД СССР № 0180 позволили всем высланным в Ильку литовцам вернуться на родину.
Благодаря Илькинскому авторемонтному заводу, построенному в 1954 году, посёлок рос и развивался.
22 марта 1973 года населённый пункт Илька отнесён к категории рабочих посёлков.
У посёлка был свой бюджет, которого вполне хватало на все местные нужды (иногда финансовая помощь предоставлялась другим сёлам). Был основан комбинат бытового обслуживания (КБО), стадион с трибунами и спортзал.
Когда наступили годы перестройки весь посёлок кардинально преобразился. Завод закрылся, а некоторые его цеха оказались в плачевном состоянии. Прекратил своё существование КБО. Трибуны стадиона растаскивал кто как мог, спортзал разобрали на кирпичи. Школа несколько раз перекочевывала из одного здания в другое. Закрыли вокзал железнодорожной станции, баню. Больница стала амбулаторией.
12 февраля 2004 года посёлок городского типа Илька преобразован в село.

## Население
| 1979 | 1989  | 2002  | 2010  |
| ---- | ----- | ----- | ----- |
| 2863 | ↘2820 | ↘2240 | ↘2168 |

## Инфраструктура
Администрация сельского поселения, средняя общеобразовательная школа, детский сад, Дом культуры, врачебная амбулатория.

## Экономика
Станция Илька ВСЖД, сельхозкооперативы, заготовка и переработка древесины.

## Люди, связанные с селом
- Галсанов, Цэдэн Галсанович (1917—1992) — бурятский поэт, уроженец села Илька.